# Alujevič
Alujevič je priimek v Sloveniji, ki ga je po podatkih Statističnega urada Republike Slovenije na dan 1. januarja 2010 uporabljalo manj kot 5 oseb. 

## Znani nosilci priimka
- Andro Alujevič (*1939), inženir strojništva, univ. profesor
- Borut Alujevič (1942—2024), igralec, gledališčnik
- Miha Alujevič (*1975), gledališčnik, režiser, igralec in pevec